# Caffeinated Concert Tickets
Caffeinated Concert Tickets (рус. Кофеиновые билеты на Концерт) — 3 эпизод первого сезона мультсериала «Обычный мультик».

## Синопсис
Мордекай и Ригби попадают в кофеиновую зависимость, работая сверхурочно, чтобы заплатить за билеты на концерт к популярной рок-группе Fist Pump.

## Сюжет
Желая увидеть свою любимую группу Fist Pump, Мордекай и Ригби требуют сверхурочных работ, чтобы получить дополнительные деньги на билеты. Бенсон соглашается, давая им дополнительную работу. Пара зарабатывает 50 $ на билеты, но, когда они попадают в кассу, служащий говорит им, что обычные места распроданы и остались только места люкс из алмазов, но эти места доступны по цене $ 400. Из-за того, что они не имеют каких-либо денег, Мордекай и Ригби просят Бенсона, чтобы он дал им больше работы.
Заметив, что паре невозможно идти в ногу с дополнительными требованиями их работы, к ним подходит антропоморфное кофейное зерно и его человеческий переводчик, предлагая им контракт на поставку кофе, чтобы те могли работать сверхурочно. Мордекай и Ригби, желая заработать достаточно денег, соглашаются, но кофейное зерно говорит им, что их договор предусматривает, что он и его переводчик получат билеты. Тем не менее, Мордекай и Ригби приобрели билеты только для себя. После отказа, кофейное зерно даёт им ромашковый чай, и они засыпают, и когда они просыпаются, они гонятся через весь город, думая, что они не получат билеты на концерт вовремя. Но в конце погони билеты удаётся забрать.
На концерте Мордекай видит Маргарет с её бойфрендом, и расстраивается, что он у неё есть и засыпает. Ригби пытается не заснуть, но терпит неудачу, и они оба просыпают весь концерт.

## Персонажи и их озвучивание
- Мордекай / Дай Пять — Д. Ж Куинтел
- Ригби — Уильям Саилерс
- Скипс / Переводчик — Марк Хэмилл
- Кофейное Зерно — Скотт Буллок
- Бенсон / Попс / Масл Мен — Сэм Марин
- Маргарет — Джени Хэддэд Томпкинс

## Критика
Этот эпизод получил в основном положительные отзывы поклонников и критиков. Он получил 7,6 / 10 на IMDb в то время как на TV.com эпизод получил 7.9 / 10. Эпизод смотрели 1,72 миллиона зрителей во время его премьеры ночью 20 сентября 2010 года.

## Факты
- Песня, которая играет во время монтажа работы Мордекая и Ригби на газонокосилке — «Working for the Weekend» канадской рок-группы Loverboy 1982 года.